# Ясина, Ирина Евгеньевна
Ири́на Евге́ньевна Я́сина (род. 18 мая 1964, Москва) — российский экономист, журналист, публицист, правозащитник, общественный деятель. Кандидат экономических наук. В 2008—2011 годах — член президентского совета по развитию институтов гражданского общества и правам человека. Известна своими выступлениями в защиту прав инвалидов. Член общественного совета Российского еврейского конгресса.
В прошлом — директор фонда, образованного предпринимателем Михаилом Ходорковским, директор программ фонда «Открытая Россия», руководитель Клуба региональной журналистики, начальник департамента общественных связей Банка России, вице-президент фонда «Либеральная миссия», член «Комитета 2008».

## Биография
Отец — Евгений Ясин (1934—2023), министр экономики России. Мать — Ясина (Федулова) Лидия Алексеевна (1939—2012).
Дед по матери — Федулов Алексей Степанович (1906—1942), участник Великой Отечественной войны, попал в плен, погиб и похоронен в концлагере Берген-Бельзен.
Выросла в атеистической семье. Была крещена в двухлетнем возрасте бабушкой втайне от родителей. Впоследствии вспоминала, как её «Господь Бог спас два раза в течение одного вечера»; крестила свою дочь Варвару по соображениям «исторической преемственности». Важной и счастливой в жизни встречей считает знакомство со священником и историком Георгием Чистяковым.
В 1986 году с отличием окончила экономический факультет МГУ им. М. В. Ломоносова.
В 1990 году получила учёную степень кандидата экономических наук, защитив в МГУ диссертацию на тему «Регулирование фондов оплаты труда в Польше».
Работала корреспондентом информационного агентства «Интерфакс», редактором отдела финансов газеты «Московские новости». Была экономическим обозревателем и колумнистом в газете «The Moscow Times» и журнале «Итоги», на радиостанции «Эхо Москвы».
С 1997 по 1998 год — начальник департамента по связям с общественностью Центробанка РФ.
В 2000—2006 годах возглавляла ряд общественных структур Леонида Невзлина и Михаила Ходорковского («Открытая Россия» и тому подобных).
С 2000 года — вице-президент фонда «Либеральная миссия».
С 2006 года по приглашению Егора Гайдара — в штате Института экономики переходного периода.
С начала 2000-х годов активно занимается правозащитной деятельностью, критикует судебные процессы над М. Ходорковским и П. Лебедевым, отстаивает права инвалидов.
В 2006 году в Петербурге участвовала во встрече представителей российских неправительственных организаций с президентом США Джорджем Бушем-младшим, где обсуждалось состояние демократии в России, сидела рядом с ним по левую руку и была приятно удивлена его рыцарским отношением к инвалидам.
В 2008 году при Дмитрии Медведеве назначена членом президентского совета по развитию гражданского общества и правам человека.
В марте 2011 года вошла в Наблюдательный совет, контролирующий сбор пожертвований для издания доклада «Путин. Коррупция».
В 2011 году в журнале «Знамя» опубликована автобиографическая повесть Ясиной «История болезни» (диагноз: рассеянный склероз). Из повести стало известно, что опасной болезнью, приведшей её к инвалидному креслу, Ирина заболела в 1999 году в возрасте 35 лет. Повесть, в которой автор поделилась своим опытом выживания и преодоления тяжёлого недуга, отмечена премией журнала «Знамя» за 2011 год.
8 декабря 2011 года, вместе с тележурналисткой Светланой Сорокиной, объявила о выходе из состава президентского совета по развитию институтов гражданского общества и правам человека в знак протеста против фальсификации результатов выборов в Госдуму РФ 4 декабря 2011 года.
3 февраля 2012 года в ходе открытого голосования по литературной премии «НОС» (Новая словесность) за 2011 повесть «История болезни» получила максимальные баллы, однако победителем был объявлен другой автор, которого выбрало жюри. Данное решение вызвало неоднозначную реакцию общественности.
4 февраля 2012 выступала на «антипутинском» протестном митинге в Москве на Болотной площади, где присоединилась к требованию освободить всех политзаключённых.
В марте 2014 года подписала обращение против политики российской власти в Крыму.
В настоящее время — обозреватель РИА «Новости».
Автор книги «Человек с человеческими возможностями».
Член Общественного совета при Департаменте труда и социальной защиты населения города Москвы.

## Личная жизнь
Имеет дочь Варвару (род. 1989 г.) от первого брака с Денисом Киселёвым, бывшим зампредом Центробанка РФ и бывшим гендиректором компании «АльфаСтрахование».
Второй муж, бизнесмен, «состоявшийся и состоятельный человек», с которым Ирина прожила восемь лет и которого в своей повести называет «мой неулыбчивый спутник», скоропостижно скончался в конце 2010 года, не дожив до 50. Ирина рассталась с ним за полгода до кончины, о чём потом сожалела.